# Melody Gardot
Melody Gardot (Nueva Jersey, Estados Unidos; 2 de febrero de 1985) es una cantante y compositora de jazz estadounidense.

## Biografía
A los 19 años, la atropelló un automóvil cuando paseaba en bicicleta. Este suceso, a pesar de trágico, la llevó a ser una notable artista. El inicio de su carrera artística fue motivado por su médico, que estaba preocupado por las secuelas del traumatismo craneal sufrido en el accidente. Siguiendo esta recomendación, Melody Gardot compuso y grabó algunas canciones cuando aún estaba en cama, incapaz de caminar. Como resultado, lanzó el EP Some Lessons- the Bedroom Sessions.[cita requerida]
A pesar de que nunca pensó en ganarse la vida como cantante profesional, un día se encontraba en Nueva York tocando, como parte de su recuperación, en un pequeño espectáculo para un grupo reducido de personas, entre las que se encontraban algunos productores musicales. Se presentaron, “una cosa llevó a otra y todo cambió”. Le dieron la oportunidad de subir a un escenario, conoció a la gente con la que ahora trabaja.
Su primer álbum, grabado en 2008, una continuación del EP, llevó por nombre Worrisome Heart.
Visitó España por primera vez en 2009 para presentar su segundo disco, My one and only thrill, donde jazz, blues y ritmos latinos forman parte de su propuesta musical. Fue una producción de Larry Klein y arreglos de Vince Mendoza, de la que ha vendido cientos de miles de ejemplares. Su voz tiene una gran afinación y una coloratura carnosa que le permite transmitir emoción sin necesidad de forzar registros: al servicio de la melodía, de la letra de cada canción. En sus conciertos, suele incluir algún que otro clásico: Over the rainbow –homenaje a su abuela-, Ain't no sunshine, de Bill Withers, o Sodade, que cantaba Cesária Évora. Aunque, básicamente, interpreta sus propias composiciones. Algunas parecen sacadas del mejor cancionero estadounidense de los cuarenta y cincuenta. “Me siento más cómoda escribiendo un blues porque entiendo el sufrimiento. Me gustan las historias, leerlas, oírlas y, de vez en cuando, escribirlas”. Carla Bruni compara sus letras con la poesía de Emily Dickinson.[cita requerida]
“Un día me desperté y decidí ir a Lisboa. Mucha gente hace planes, yo reacciono a mis sentimientos. Quería estar despierta de noche y muchas ciudades echan el cierre, pero en Lisboa puede escucharse música desde las diez de la noche hasta las tres de la madrugada. Y puedo ir a cualquier parte caminando, lo cual es muy importante para mí porque no quiero volver a conducir”. Conoció a la viuda del compositor y guitarrista Carlos Paredes, Luisa Amaro, que ha sido su profesora y con la que mantiene contacto. “Yo lloraba al escucharla tocar. ¿Has visto sus manos? Para tocar la guitarra portuguesa necesitas tener dedos muy fuertes”. Carlos Paredes había grabado en 1990, en París, Dialogues, a dúo con el contrabajista de jazz Charlie Haden, que en 2010 invitó a Melody Gardot, a Diana Krall, a Norah Jones y a Cassandra Wilson a participar en su álbum Sophisticated ladies.[cita requerida]
The Absence, título de su disco de 2012, tiene que ver con la palabra portuguesa saudade y juega con la idea de la ausencia y la presencia. Está dedicado a todas las madres, en particular a la suya, que pasó penurias para poderla sacar adelante. También lo dedica a sus ex y a sus amantes: “Cualquiera que se comprometa con un músico necesita comprender que hay un adulterio. Tienes que perseguir a la musa, y esta puede llegar en cualquier momento”. En The Absence, hay una canción llamada "Amalia": “Unos niños bajaban por unas escaleras de Lisboa cantando una canción de Amália Rodrigues cuando me encontré una paloma con un ala rota. Parecía una escena de una película de Fellini. La tomé en mis manos y ahora se encuentra bien y ya puede volar, pero ella resulta que es él. Pensaba que era una hembra y es Amalio”.[cita requerida]
Con The Absence, que se grabó tras una estancia de varios meses en Buenos Aires, en Marrakech y en Río de Janeiro, parte hacia nuevos destinos. Más solares, coloridos y probablemente felices, porque en las sesiones de My one and only thrill, en los estudios Capitol de Los Ángeles, el arreglista Vince Mendoza llegó a bromear con ella: “Si no empiezas a escribir melodías más alegres, no harás carrera”. “Sentí que había una línea que fue hasta Portugal y España desde el norte de África y de allí a Cuba y América del Sur. Una gran conexión musical”. Para esta aventura, contó con la producción del brasileño Heitor Pereira, exguitarrista del grupo Simply Red y compositor de música para cine.[cita requerida]
Descubrió la música de Brasil, mientras se recuperaba del accidente, con el disco de Stan Getz y João Gilberto: “En realidad, me gusta la voz de Astrud Gilberto, que todo sea tan sencillo, que no haya que hacer nada más. Luego, me enamoré de Elis Regina.”
“Gardot es jazz, sin serlo, aun siéndolo”, opina el crítico de jazz de Le Monde. Para ella, “el jazz es libertad. Yo lo veo como si tuviera un restaurante y preparara siempre el mismo plato. Tengo un estilo, pero he descubierto cosas en mis viajes y añado otros ingredientes para probar... Si te fijas en tipos como Miles Davis, ves que nunca hizo la misma cosa dos veces. Mientras vivimos, estamos siempre en movimiento”.[cita requerida]
De su banda de 2016, forman parte Mitchell Lomg, a la guitarra; Sam Minaie, al bajo; James Devin Greenwood, a los teclados; Irwin Hall Jr., al saxo; Shareff Clayton, a la trompeta, y Charles Straab, a la batería.
Currency of Man, su álbum de 2016, es una colección de composiciones propias con puro aroma rhythm and blues, que refleja las inquietudes de una mujer que, lejos de acomodarse en la revisión de viejos estándares, lanza un mensaje de denuncia frente al racismo y la intolerancia de los tiempos convulsos que nos toca vivir.
En relación con lo que ha inspirado el disco, dice: “Una vez conocí a un hombre que estaba durmiendo en la calle, en Venice, California. Muy cerca de un lugar en el que los alquileres son altísimos, prohibitivos. Pero él estaba en la zona pobre, a solo unos metros de la rica. Estaba ahí, en un callejón, entre la basura. Mirabas a un lado y al otro, y parecía como si hubiera un muro de Berlín entremedias. A un lado había basura, ratas, gente mendigando, y al otro coches de lujo, perros recién salidos de la peluquería. De verdad, no quiero que esto parezca exagerado, pero era como la barrera entre el mundo de los vivos y de los muertos. En el lado rico, todo eran sonrisas y cutis perfectos; en el pobre, la gente deambulaba como zombis, escarbando en la basura para encontrar algo de comida. Yo acababa de salir de un restaurante. Y siempre que como en un restaurante, me llevó la comida que me sobra. Obviamente, me acerqué a aquel hombre y se la di. Era un hombre negro, con unos ojos penetrantes y preciosos, y mientras empezó a comer, me contó que era de Alabama, que había viajado al oeste para probar suerte. Empezamos a hablar de amor, religión, política, una conversación interesantísima (...), y en un momento dado le interrumpí y le dije: «¿Puedo hacerte una pregunta?». Él me contesto que sí, y le dije: «¿Te das cuenta de lo inteligente que eres? ¿Y de lo buena persona que eres? ¿Por qué no sales de aquí ahora mismo e intentas hacer algo con tus conocimientos y tu buena voluntad? Podrías ser incluso un predicador, si quisieras». Él me contestó: «No. He viajado mucho, he vivido mucho. Ya he visto demasiado, y creo que después de eso ya no puedo ser una buena persona. Nunca más. Estoy aquí simplemente esperando a que me llegue mi hora. Esperando a morir». En ese momento le abracé, y le supliqué que hiciera algo, que lo hiciera por mí. Pero entonces él miró al otro lado del "muro", y supe que jamás podría romperlo."[cita requerida]
“Espero que hablen por sí solas [risas], pero sí es verdad que, a veces, conocer el trasfondo de un proceso creativo puede dar un nuevo valor a las cosas. Lo que quiero decir con este disco es que tenemos que hacer sentir bien a los demás, que la generosidad al reconocer los aciertos de los demás debería mover el mundo. Si te sientes reconocido, da igual que te falte la comida o el agua, sigues adelante. Si no recibes amor, si no recibes reconocimiento, solo te queda esperar la muerte. Empiezas a sentirte como un desperdicio. Y esto se ha convertido en un mal sistémico, que beneficia a personas con nombres y apellidos. Mis canciones hablan sobre esto.”[cita requerida]
Respecto al formato del disco, dice: “Quería demostrar que soy capaz de contar una historia a través de una grabación. Y eso no solo influyó en la lista de pistas, también en la música en sí. Tuve largas charlas con los músicos para que lo entendieran, que había una historia, una idea detrás, que exigía una coherencia a la hora de ser narrada.”[cita requerida]
Su imagen es puro glamur. Puede presentarse en un concierto privado tocada con un espectacular turbante con plumas digno de Greta Garbo. Fan de Albert Elbaz, diseñador de Lanvin, su idea del estilo hace pensar en las películas de los años 30.

## Discografía

### Álbumes
| Worrisome Heart                      | - Entregado: 26 de febrero de 2008 - Sello: Verve - Formats: CD, Descarga digital | 80 | 2 | —  | —  | 8 | 44 | —  | —  | 31 | —  | 25 | 172 | - ALE: = Oro                                                    |  |  |
| My One and Only Thrill               | - Entregado: 28 de abril de 2009 - Sello: Verve - Formato: CD, Descarga digital   | 42 | 2 | 23 | 9  | 4 | 4  | 34 | 20 | 2  | 11 | 1  | 12  | - AUS: Oro - FRA: 2× Platino - GER: Platinum - SWE: 2× Platinum |  |  |
| The Absence                          | - Entregado: 28 de mayo de 2012 - Sello: Verve - Formato: CD, Descarga digital    | 33 | 1 | 43 | 14 | 3 | 9  | 22 | 16 | 1  | 38 | 3  | 18  | Mundo: 154,000+                                                 |  |  |
| Currency of Man                      | 2 de junio de 2015                                                                |    |   |    |    |   |    |    |    |    |    |    |     |                                                                 |  |  |
| Live in Europe                       | - Entregado: febrero, 2018 - Sello: Verve - Formato: CD, Descarga digital         |    |   |    |    |   |    |    |    |    |    |    |     |                                                                 |  |  |
| Sunset In The Blue                   | - Entregado: octubre, 2020 - Sello: Decca - Formato: CD, Descarga digital         |    |   |    |    |   |    |    |    |    |    |    |     |                                                                 |  |  |
|                                      |                                                                                   |    |   |    |    |   |    |    |    |    |    |    |     |                                                                 |  |  |
| "—" indica un título que no calificó |                                                                                   |    |   |    |    |   |    |    |    |    |    |    |     |                                                                 |  |  |

### EP
| Some Lessons: The Bedroom Sessions   | - Entregado: 3 de mayo de 2005 - Sello: Independent - Formato: CD, Descarga digital | — |
| Live from SoHo                       | - Entregado: 24 de marzo de 2009 - Sello: Verve - Formato:Descarga digital          | 2 |
| Bye Bye Blackbird EP                 | - Entregado: 2010 - Sello: Verve - Formatso: CD                                     | — |
| A Night With Melody EP               | - Entregado: 6 de abril de 2011 - Sello: Universal Music Group - Formato: CD        | — |
| "—" indica un título que no calificó |                                                                                     |   |

### Sencillos
- "Worrisome Heart" (2008)
- "Goodnite" (2008)
- "Quiet Fire" (2008)
- "Who Will Comfort Me" (2009) (#6 on Jazz Songs)
- "Baby I'm a Fool" (2009) (#28 on Jazz Songs)
- "Your Heart Is As Black As Night" (2011)
- "Mira" (2012)
- "Amalia" (2012)
- "La Vie En Rose" (2012)

### Colaboraciones
- Beaucoup Blue – "Bluer Than a Midnight Sky" en Free to Fall
- Till Brönner – "High Night (Alta Noite)" en RIO (2008)
- Charlie Haden Quartet West – "If I'm Lucky" en Sophisticated Ladies (EmArcy, 2010)
- Seth Kallen & The Reaction – "My Sweet Darling" en Exhibit A
- Phil Roy – "A Meditation on War and the Fight for Love" en The Great Longing
- Eddy Mitchell – "Derrière l'arc-en-ciel / Over the Rainbow" en Grand ecran
- Juliette Gréco – "Sous les ponts de Paris" en Ça se traverse et c'est beau (Feb. 2012)
- Jesse Harris – "Tant pis" en Sub Rosa (July 2012)
- Baptiste Trotignon – "Mon fantôme" en Song Song Song (Sept. 2012)
- Lizanne Knott – "There Are Angels" en Marionette (Sept. 2012)
- Federico Aubele - "Somewhere Else" en 5 (2013)
- Pierre Aderne - "Limoeiro" y "Melodia e Letra" en Caboclo (2014/2015)
- Vinícius Cantuária - "Insensatez" en "Vinicius canta Antonio Carlos Jobim" (2015)
- Sting  - "Little something" (2020)